# Z biegiem czasu
Z biegiem czasu (niem. Im Lauf der Zeit) – niemiecki film drogi z 1976 roku w reżyserii Wima Wendersa. Opowiada o losach dwóch przypadkowych znajomych, psychologa dziecięcego i mechanika naprawiającego projektory kinowe, oraz ich podróży przez podzielone murem Niemcy. Akcja filmu obejmuje trzy dni. Jego tematyka porusza takie tematy, jak samotność, tożsamość, problem amerykańskiej kolonizacji kulturowej, którą zagrożone były ówczesne Niemcy, oraz kłopoty sztuki filmowej.
Film kręcony był na granicy między Niemcami Wschodnimi a Zachodnimi (od Pustaci Lüneburskiej pod Hamburgiem na północy aż po bawarskie miasteczko Hof na południu). Wenders zdecydował się na tę okolicę, ponieważ uważał ją za zapomnianą i chciał zachować na taśmie filmowej, chciał też sfilmować mieszczące się w tej okolicy małe, zapomniane kina. Ponadto zdjęcia wykonywano chronologicznie, tak aby na bieżąco móc reagować na zmiany w otoczeniu i na specyfikę okolicy.
Z biegiem czasu jest obrazem powolnym, lirycznym, z niewielką ilością dialogów; jest skoncentrowany na otoczeniu i nie skupia się na psychologii postaci. Film jest czarno-biały, nakręcony na taśmie 35 mm.

## Obsada
- Rüdiger Vogler – Bruno Winter
- Hanns Zischler – Robert Lander
- Lisa Kreuzer – Pauline
- Rudolf Schündler – Ojciec Roberta
- Marquard Bohm – Mężczyzna, który stracił żonę
- Hans Dieter Trayer – właściciel garażu
- Franziska Stömmer – właścicielka kina
- Patric Kreuzer – mały chłopiec

## Recepcja
Obraz był w 1976 roku nominowany do Złotej Palmy na 29. MFF w Cannes. Na festiwalu tym otrzymał nagrodę Międzynarodowej Federacji Krytyków Filmowych, w tym samym roku został też wyróżniony Złotym Hugo na MFF w Chicago.
Krytycy doceniali film – nazywano go najbardziej niemieckim z powojennych filmów niemieckich, niemieckim Swobodnym jeźdźcem (Bernd Schulz) i określano jako arcydzieło nowego kina niemieckiego; chwalono go też za muzykę wykonywaną przez Improved Sound Limited.